# 庫納沙克區

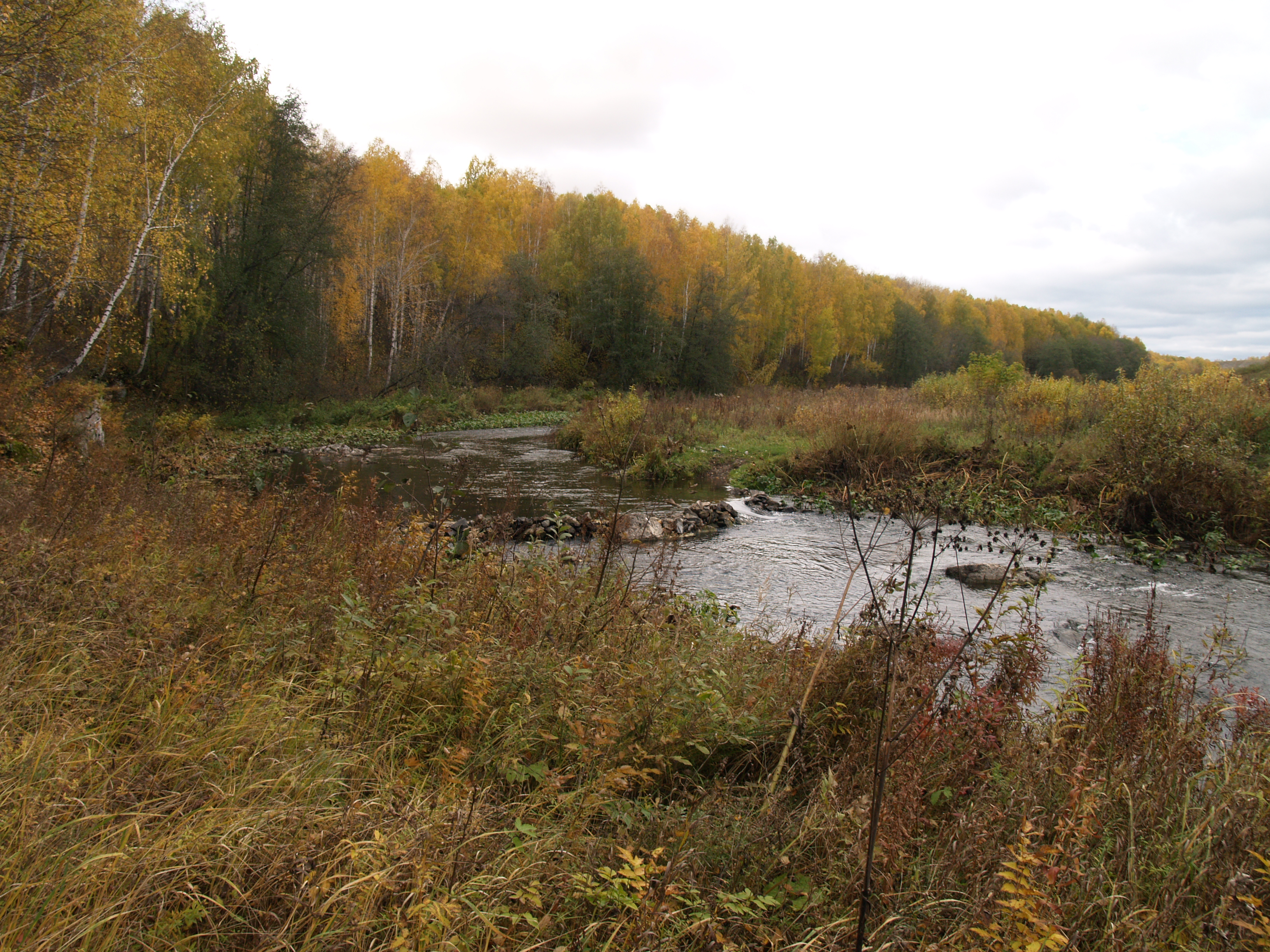

55°42′N 61°33′E / 55.700°N 61.550°E
庫納沙克區（俄语：Кунашакский район），是俄羅斯的一個區，位於該國西南部，由車里雅賓斯克州負責管轄，面積3,280平方公里，2010年人口30,112，人口密度每平方公里9.18人。